# Samtgemeinde Eystrup
La comunità amministrativa di Eystrup (Samtgemeinde Eystrup) era una suddivisione del Circondario di Nienburg/Weser nella Bassa Sassonia, in Germania. Nel 2011 è stata accorpata alla Samtgemeinde Grafschaft Hoya.

## Suddivisione
Comprendeva 4 comuni:
1. Eystrup
2. Gandesbergen
3. Hämelhausen
4. Hassel (Weser)

Il capoluogo era Eystrup.